# Евровизија: Нека Европа обасја светлошћу
Евровизија: Нека Европа обасја светлошћу (енгл. Eurovision: Europe Shine a Light) јесте био телевизијски програм и специјал уживо који је приредила Европска радиодифузна унија (ЕРУ). Продуцирали су га холандски емитери Авротрос, НОС и НПО. Програм је био замена за Песму Евровизије 2020, која је отказана због пандемије ковида 19.
Програм је емитован уживо из Хилверсума, Холандије 16. маја 2020. и трајао је око два сата. Домаћини су били: Едсилија Ромбли, Шантал Јанзен и Јан Смит. Ники де Јагер (познатија као NikkieTutorials) била ја задужена за презентовање онлајн-садржаја везаног за програм.

## Увод
Пошто Песма Евровизије 2020. није могла бити одржана због епидемије ковида 19 у Европи, ЕРУ је одлучила да приреди програм који би попунио празнину, претходно резервисану за такмичење, у програмским шемама емитера. Назвали су га Евровизија: Нека Европа обасја светлошћу. Име програма је надахнуто песмом „Love Shine a Light” (Нека љубав обасја светлошћу) коју изводи група Katrina & The Waves, која је победила на Песми Евровизије 1997. Oво је био четврти пут да ЕРУ припрема специјални програм у евровизијском формату, после програма за 25, 50 и 60. годишњицу такмичења.

## Формат
Током програма, свим песмама (41) које су изабране за учешће на Песми Евровизије 2020. одата је почаст у нетакмичарском формату. Учесницима из прошлости је послата позивница да се појаве током програма. На крају емитовања, сви извођачи који су одабрани да се такмиче на Песми Евровизије 2020. (осим групе Hooverphonic, представника Белгије), извели су песму „Love Shine a Light” из својих држава.

## Локација
Дана 1. априла 2020. потврђено је да ће Хилверсум бити град домаћин програма у студију 21 хилверсумског медијског парка. То је био други пут да се неки евровизијски програм одржава у Хилверсуму. Први је била Песма Евровизије 1958.

## Наступи
Програм је садржао следеће наступе:
| #  | Земља                | Извођач(и)                                                              | Песма                     | Језик                          | Превод                      | Локација                                         |
| -- | -------------------- | ----------------------------------------------------------------------- | ------------------------- | ------------------------------ | --------------------------- | ------------------------------------------------ |
| 01 | Ирска                | Џони Логан                                                              | „What's Another Year"     | енглески                       | Шта је још једна година     | Даблин                                           |
| 01 | Холандија            | Шантал Јанзен, Едсилија Ромбли and Јан Смит                             | „What's Another Year"     | енглески                       | Шта је још једна година     | Студио 21, Хилверсум                             |
| 01 | Разне државе         | „Еврофанови”                                                            | „What's Another Year"     | енглески                       | Шта је још једна година     | Разне локације                                   |
| 02 | Шведска              | Монс Селмерлев                                                          | „Heroes"                  | енглески                       | Хероји                      | Лондон                                           |
| 03 | Израел               | Гали Атари (из групе Milk and Honey)                                    | „Hallelujah"              | хебрејски, енглески, холандски | Алелуја                     | Јерусалим                                        |
| 03 | Холандија            | Финалисти холандског такмичења за Дечију песму Евровизије 2018. и 2019. | „Hallelujah"              | хебрејски, енглески, холандски | Алелуја                     | Непознато                                        |
| 04 | Италија              | Диодато                                                                 | „Nel blu, dipinto di blu" | Италијански                    | Плаво је обојено плаво      | Милан                                            |
| 05 | Србија               | Марија Шерифовић                                                        | „Молитва"                 | српски                         | —                           | Београд                                          |
| 06 | Холандија            | Ротердамска филхармонија                                                | „Love Shine a Light"      | Инструментални наступ          | Нека љубав обасја светлошћу | Разне локације (Нека Европа обасја знаменитости) |
| 07 | Немачка              | Мајкл Шулте                                                             | „Ein bißchen Frieden"     | немачки                        | Мало мира                   | Палата мира, Хаг                                 |
| 07 | Холандија            | Иљсе де Ланге (из дуета The Common Linnets)                             | „Ein bißchen Frieden"     | немачки                        | Мало мира                   | Палата мира, Хаг                                 |
| 08 | Израел               | Нета                                                                    | „Cuckoo"                  | енглески                       | Куку                        | Тел Авив                                         |
| 09 | Холандија            | Данкан Лоренс                                                           | „Someone Else"            | енглески                       | Неко други                  | Студио 21, Хилверсум                             |
| 10 | Све државе учеснице  | Извођачи Песме Евровизије 2020.                                         | „Love Shine a Light"      | енглески                       | Нека љубав обасја светлошћу | Разне локације                                   |
| 10 | Уједињено Краљевство | Катрина Лесканич (из групе Katrina and the Waves)                       | „Love Shine a Light"      | енглески                       | Нека љубав обасја светлошћу | Разне локације                                   |

1. ↑  Mannes Bakker, 6Times, Remix, Max & Anne, Moves, Kiya van Rossum, Matheu Hinzen and Anna Grigorian.
2. ↑  Осим Белгије.

### Почаст песмама
Програм је приказивао и све песме које би се такмичиле на Песми Евровизије 2020, приказујући клипове спотова или наступа сваке песме, заједно са видео поруком извођача. Оне су приказиване следећим редом:
| #           | Земља                | Извођач(и)          | Песма                         | Језик                                  | Превод                         |
| Први део    | Први део             | Први део            | Први део                      | Први део                               | Први део                       |
| ----------- | -------------------- | ------------------- | ----------------------------- | -------------------------------------- | ------------------------------ |
| 01          | Израел               | Еден Ален           | „Feker libi" (ፍቅር ልቤ)         | енглески, амхарски, хебрејски, арапски | Моја љубави                    |
| 02          | Норвешка             | Улрике              | „Attention"                   | енглески                               | Пажња                          |
| 03          | Русија               | Little Big          | „Uno"                         | енглески, шпански                      | Један                          |
| 04          | Грузија              | Торнике Кипијани    | „Take Me as I Am"             | енглески                               | Прихвати ме таквог какав јесам |
| 05          | Француска            | Том Леб             | „Mon alliée (The Best in Me)" | француски, енглески                    | Најбоље у мени                 |
| 06          | Азербејџан           | Ефенди              | „Cleopatra"                   | енглески                               | Клеопатра                      |
| 07          | Португалија          | Елиса               | „Medo de sentir"              | португалски                            | Плашим се да осећам            |
| 08          | Литванија            | The Roop            | „On Fire"                     | енглески                               | Горим                          |
| 09          | Шведска              | The Mamas           | „Move"                        | English                                | Покрет                         |
| Други део   |                      |                     |                               |                                        |                                |
| 10          | Летонија             | Саманта Тина        | „Still Breathing"             | енглески                               | Још увек дишем                 |
| 11          | Белгија              | Hooverphonic        | „Release Me"                  | енглески                               | Ослободи ме                    |
| 12          | Уједињено Краљевство | Џејмс Њумен         | „My Last Breath"              | енглески                               | Мој последњи дах               |
| 13          | Белорусија           | VAL                 | „Да відна" (Да видна)         | белоруски                              | До зоре                        |
| 14          | Финска               | Аксел               | „Looking Back"                | енглески                               | Осврћем се                     |
| 15          | Северна Македонија   | Васил               | „You"                         | енглески                               | Ти                             |
| 16          | Швајцарска           | Gjon's Tears        | „Répondez-moi"                | француска                              | Одговори ми                    |
| 17          | Србија               | Hurricane           | „Hasta la vista"              | српски                                 | Видимо се                      |
| Трећи део   |                      |                     |                               |                                        |                                |
| 18          | Шпанија              | Блас Канто          | „Universo"                    | шпански                                | Универзум                      |
| 19          | Албанија             | Арилена Ара         | „Fall from the Sky"           | енглески                               | Пад са неба                    |
| 20          | Ирска                | Лесли Рој           | „Story of My Life"            | енглески                               | Прича мог живота               |
| 21          | Словенија            | Ана Соклич          | „Voda"                        | словеначки                             | —                              |
| 22          | Аустрија             | Винсент Буено       | „Alive"                       | енглески                               | Жив                            |
| 23          | Бугарска             | Викторија           | „Tears Getting Sober"         | енглески                               | Сузе постају трезне            |
| 24          | Сан Марино           | Сeнит               | „Freaky!"                     | енглески                               | Чудно                          |
| 25          | Исланд               | Daði og Gagnamagnið | „Think About Things"          | енглески                               | Мисли о стварима               |
| Четврти део |                      |                     |                               |                                        |                                |
| 26          | Грчка                | Стефанија           | „Superg!rl"                   | Енглески                               | Супердевојка                   |
| 27          | Чешка                | Бени Кристо         | „Kemama"                      | енглески                               | —                              |
| 28          | Пољска               | Алисја              | „Empires"                     | енглески                               | Царства                        |
| 29          | Молдавија            | Наталија Гордијенко | „Prison"                      | енглески                               | Затвор                         |
| 30          | Кипар                | Сандро              | „Running"                     | енглески                               | Трчим                          |
| 31          | Румунија             | Роксен              | „Alcohol You"                 | енглески                               | Позваћу те                     |
| 32          | Хрватска             | Дамир Кеџо          | „Дивљи вјетре"                | хрватски                               | —                              |
| 33          | Немачка              | Бен Долић           | „Violent Thing"               | енглески                               | Насилна ствар                  |
| Пети део    |                      |                     |                               |                                        |                                |
| 34          | Малта                | Дестини             | „All of My Love"              | енглески                               | Сва моја љубав                 |
| 35          | Естонија             | Уку Сувисте         | „What Love Is"                | енглески                               | Шта је љубав                   |
| 36          | Аустралија           | Монтејн             | „Don't Break Me"              | енглески                               | Немој ме сломити               |
| 37          | Украјина             | Go A                | „Соловей" (Соловеј)           | украјински                             | Славуј                         |
| 38          | Данска               | Бен и Тан           | „Yes"                         | енглески                               | Да                             |
| 39          | Италија              | Диодато             | „Fai rumore"                  | италијански                            | Правиш буку                    |
| 40          | Јерменија            | Атена Манукијан     | „Chains on You"               | енглески                               | Ланци на теби                  |
| 41          | Холандија            | Жангу Макрој        | „Grow"                        | енглески                               | Растем                         |

1. ↑  Садржи фразу "волим те" на италијанском, шпанском, француском и немачком.
2. ↑  Садржи јапанску мантру „Namu Myōhō Renge Kyō".
3. ↑  Садржи понављајућу фразу на шпанском и пар фраза енглеском.

### Нека Европа обасја знаменитости
Разне знаменитости у државама које су требале да се такмиче на Песми Евровизије 2020. су биле осветљене у делу програма под именом Нека Европа обасја знаменитости. Следеће знаменитости су биле део програма:
| #  | Држава               | Знаменитост                                          | Град       |
| -- | -------------------- | ---------------------------------------------------- | ---------- |
| 01 | Украјина             | ТВ Центар                                            | Кијев      |
| 02 | Грчка                | Акропољ                                              | Атина      |
| 03 | Бугарска             | Народно позориште Иван Вазов                         | Софија     |
| 04 | Ирска                | Замак Кашел                                          | Кашел      |
| 05 | Данска               | Мала сирена                                          | Копенхаген |
| 06 | Португалија          | Кула Белем                                           | Лисабон    |
| 07 | Северна Македонија   | Археолошки музеј Северне Македоније                  | Скопље     |
| 08 | Азербејџан           | Баку Кристална дворана (арена Песме Евровизије 2012) | Баку       |
| 09 | Аустралија           | Сиднејска опера                                      | Сиднеј     |
| 10 | Литванија            | Литванска народна опера и позориште                  | Вилнус     |
| 11 | Исланд               | Харпа                                                | Рејкјавик  |
| 12 | Италија              | Трг Кампидоглијо                                     | Рим        |
| 13 | Белгија              | Атомијум                                             | Брисел     |
| 14 | Норвешка             | Опера у Ослу                                         | Осло       |
| 15 | Албанија             | Споменик Скендебергу                                 | Тирана     |
| 16 | Малта                | Есплора интерактивни научни центар                   | Калкара    |
| 17 | Србија               | Стари двор                                           | Београд    |
| 18 | Летонија             | Дворац светлости                                     | Рига       |
| 19 | Уједињено Краљевство | Лондонско око                                        | Лондон     |
| 20 | Кипар                | Председничка палата                                  | Никозија   |
| 21 | Шпанија              | Позориште Реал (домаћин Песме Евровизије 1969)       | Мадрид     |
| 22 | Хрватска             | Хрватско народно казалиште                           | Загреб     |
| 23 | Аустрија             | Велика панорама                                      | Беч        |
| 24 | Сан Марино           | Статуа слободе and Палацо Публико                    | Сан Марино |
| 25 | Француска            | Ајфелов торањ                                        | Париз      |
| 26 | Русија               | Спаситељева кула и Храм Василија Блаженог            | Москва     |
| 27 | Шведска              | Авичи арена (арена Песме Евровизије 2000. и 2016)    | Стокхолм   |
| 28 | Пољска               | Краљевски град                                       | Варшава    |
| 29 | Словенија            | Љубљански град                                       | Љубљана    |
| 30 | Израел               | Давидова кула                                        | Јерусалим  |
| 31 | Швајцарска           | Матерхорн                                            | Цермат     |
| 32 | Румунија             | Трг јединства                                        | Букурешт   |
| 33 | Јерменија            | ТВ Торањ                                             | Јереван    |
| 34 | Немачка              | Елбе филхармонија                                    | Хамбург    |
| 35 | Белорусија           | Национална библиотека Белорусије                     | Минск      |
| 36 | Естонија             | Поље талинског фестивала музике                      | Талин      |
| 37 | Грузија              | Мост Мира                                            | Тбилиси    |
| 38 | Холандија            | Ерасмусбург                                          | Ротердам   |

Чешка, Финска и Молдавија су биле једине државе које нису имале знаменитост у програму.

## Гости
- Пољска – Вики Габор (победница Дечја Песма Евровизије 2019.)
- Норвешка – Александер Рибак (победник Песме Евровизије 2009 и представник Норвешке на Песми Евровизије 2018)
- Холандија – Лени Кур (један од победника Песме Евровизије 1969)
- Белгија – Сандра Ким (победник Песме Евровизије 1986)
- Луксембург – Ан-Мари Давид (победница 1973. године и представница Француске 1979 године)
- Ирска – Нијам Каванаг (победница 1993. године и представница Ирске 2010 године)
- Холандија – Гети Касперс (победница 1975. као део групе Teach-In)
- Азербејџан – Ел и Ники (победници 2011. године)
- Русија – Сергеј Лазарев (Руски представник 2016. и 2019. године)
- Ирска – Дана (победница 1970. године)
- Грчка – Елена Папаризу (победница 2005. године и представница Грчке 2001 године)
- Шведска – Карола (победница 1991. године и представница Шведске 1993 и 2006 године)
- Аустрија – Кончита Вурст (победници Песме Евровизије 2014)
- Шведска – Бјорн Улваус победник Песме Евровизије 1974. као део групе АББА)
- Уједињено Краљевство – Грејем Нортон (Британски коментатор за Песму Евровизије од 2009. године, један од домаћина „Плеса Евровизије 2007. и 2008. и Највећих хитова Песме Евровизије 2015.